# Női kajak egyes 500 méter a 2024. évi nyári olimpiai játékokon
A 2024. évi nyári olimpiai játékokon a kajak-kenu női kajak egyes 500 méteres versenyszámát augusztus 7-én és 10-én rendezték. Az aranyérmet a címvédő ausztrál Lisa Carrington nyerte. A dobogó többi foka is megegyezett az előző olimpiáéval, ezüstérmes Csipes Tamara, bronzérmes Emma Jørgensen lett.

## Naptár
A versenyszám futamait az alábbi időpontokban rendezték.
| Dátum               | Időpont | Forduló      |
| ------------------- | ------- | ------------ |
| 2024. augusztus 7.  | 9:30    | Előfutamok   |
| 2024. augusztus 7.  | 13:30   | Negyeddöntők |
| 2024. augusztus 10. | 10:30   | Elődöntők    |
| 2024. augusztus 10. | 12:40   | Döntők       |

## Eredmények

### Előfutamok
Az első két helyezett az elődöntőbe (SF) jutott, a többi versenyző a negyeddöntőbe (QF) került.
1. futam
| Helyezés | Pálya | Név             | Nemzet      | Idő     | Mj |
| -------- | ----- | --------------- | ----------- | ------- | -- |
| 1.       | 5     | Aimee Fisher    | Új-Zéland   | 1:49,16 | SF |
| 2.       | 6     | Brenda Rojas    | Argentína   | 1:52,68 | SF |
| 3.       | 4     | Yoana Georgieva | Bulgária    | 1:55,76 | QF |
| 4.       | 8     | Ruth Vorsselman | Hollandia   | 1:56,88 | QF |
| 5.       | 7     | Enja Rößeling   | Németország | 1:56,88 | QF |
| 6.       | 2     | Hedda Øristland | Norvégia    | 1:58,05 | QF |
| 7.       | 3     | Samaa Ahmed     | Egyiptom    | 2:18,52 | QF |

2. futam
| Helyezés | Pálya | Név                        | Nemzet                      | Idő     | Mj |
| -------- | ----- | -------------------------- | --------------------------- | ------- | -- |
| 1.       | 2     | Gazsó Alida Dóra           | Magyarország                | 1:50,78 | SF |
| 2.       | 5     | Alyce Wood                 | Ausztrália                  | 1:51,39 | SF |
| 3.       | 4     | Melina Andersson           | Svédország                  | 1:51,84 | QF |
| 4.       | 6     | Jin Meng-tie (Yin Mengdie) | Kína                        | 1:52,29 | QF |
| 5.       | 8     | Lize Broekx                | Belgium                     | 1:52,32 | QF |
| 6.       | 3     | Estefanía Fernández        | Spanyolország               | 1:54,74 | QF |
| 7.       | 7     | Saman Soltani              | Menekültek olimpiai csapata | 2:02,19 | QF |

3. futam
| Helyezés | Pálya | Név                   | Nemzet        | Idő     | Mj |
| -------- | ----- | --------------------- | ------------- | ------- | -- |
| 1.       | 2     | Vang Nan (Wang Nan)   | Kína          | 1:51,28 | SF |
| 2.       | 4     | Hermien Peters        | Belgium       | 1:51,46 | SF |
| 3.       | 8     | Dominika Putto        | Lengyelország | 1:52,49 | QF |
| 4.       | 5     | Anamaria Govorčinović | Horvátország  | 1:55,51 | QF |
| 5.       | 6     | Manon Hostens         | Franciaország | 1:57,13 | QF |
| 6.       | 3     | Beatriz Briones       | Mexikó        | 1:58,10 | QF |
| 7.       | 7     | Raina Taitingfong     | Guam          | 2:29,66 | QF |

4. futam
| Helyezés | Pálya | Név               | Nemzet        | Idő     | Mj |
| -------- | ----- | ----------------- | ------------- | ------- | -- |
| 1.       | 2     | Linnea Stensils   | Svédország    | 1:50,16 | SF |
| 2.       | 5     | Milica Novaković  | Szerbia       | 1:50,37 | SF |
| 3.       | 4     | Anežka Paloudová  | Csehország    | 1:51,90 | QF |
| 4.       | 3     | Marija Povh       | Ukrajna       | 1:54,13 | QF |
| 5.       | 6     | Ana Paula Vergutz | Brazília      | 1:54,98 | QF |
| 6.       | 8     | Karina Alanís     | Mexikó        | 1:56,30 | QF |
| 7.       | 7     | Samalulu Clifton  | Nyugat-Szamoa | 2:01,12 | QF |

5. futam
| Helyezés | Pálya | Név               | Nemzet                  | Idő     | Mj |
| -------- | ----- | ----------------- | ----------------------- | ------- | -- |
| 1.       | 2     | Lisa Carrington   | Új-Zéland               | 1:48,51 | SF |
| 2.       | 3     | Selma Konjin      | Hollandia               | 1:49,28 | SF |
| 3.       | 5     | Michelle Russell  | Kanada                  | 1:51,00 | QF |
| 4.       | 7     | Begoña Lazkano    | Spanyolország           | 1:55,54 | QF |
| 5.       | 4     | Esti Olivier      | Dél-afrikai Köztársaság | 1:55,98 | QF |
| 6.       | 6     | Ekaterina Shubina | Üzbegisztán             | 1:58,37 | QF |

6. futam
| Helyezés | Pálya | Név            | Nemzet                  | Idő     | Mj |
| -------- | ----- | -------------- | ----------------------- | ------- | -- |
| 1.       | 4     | Csipes Tamara  | Magyarország            | 1:50,21 | SF |
| 2.       | 5     | Emma Jørgensen | Dánia                   | 1:50,93 | SF |
| 3.       | 6     | Teresa Portela | Portugália              | 1:51,03 | QF |
| 4.       | 2     | Riley Melanson | Kanada                  | 1:54,11 | QF |
| 5.       | 3     | Stephenie Chen | Szingapúr               | 1:58,52 | QF |
| 6.       | 7     | Tiffany Koch   | Dél-afrikai Köztársaság | 2:02,76 | QF |

### Negyeddöntők
Az első négy helyezett az elődöntőbe (SF) jutott,
1. negyeddöntő
| Helyezés | Pálya | Név                   | Nemzet        | Idő     | Mj |
| -------- | ----- | --------------------- | ------------- | ------- | -- |
| 1.       | 3     | Lize Broekx           | Belgium       | 1:49,78 | SF |
| 2.       | 4     | Michelle Russell      | Kanada        | 1:49,78 | SF |
| 3.       | 5     | Yoana Georgieva       | Bulgária      | 1:51,74 | SF |
| 4.       | 6     | Anamaria Govorčinović | Horvátország  | 1:52,92 | SF |
| 5.       | 7     | Stephenie Chen        | Szingapúr     | 1:53,88 | SF |
| 6.       | 8     | Ekaterina Shubina     | Üzbegisztán   | 1:54,63 |    |
| 7.       | 2     | Hedda Øristland       | Norvégia      | 1:56,24 |    |
| 8.       | 1     | Samalulu Clifton      | Nyugat-Szamoa | 1:59,64 |    |

2. negyeddöntő
| Rank | Lane | Canoer              | Country                 | Time    | Notes |
| ---- | ---- | ------------------- | ----------------------- | ------- | ----- |
| 1.   | 5    | Melina Andersson    | Svédország              | 1:49,21 | SF    |
| 2.   | 7    | Estefanía Fernández | Spanyolország           | 1:51,24 | SF    |
| 3.   | 6    | Marija Povh         | Ukrajna                 | 1:52,09 | SF    |
| 4.   | 4    | Teresa Portela      | Portugália              | 1:52,40 | SF    |
| 5.   | 3    | Manon Hostens       | Franciaország           | 1:52,82 | SF    |
| 6.   | 2    | Tiffany Koch        | Dél-afrikai Köztársaság | 1:56,81 |       |
| 7.   | 8    | Samaa Ahmed         | Egyiptom                | 2:14,39 |       |

3. negyeddöntő
| Rank | Lane | Canoer            | Country                     | Time     | Notes |
| ---- | ---- | ----------------- | --------------------------- | -------- | ----- |
| 1.   | 4    | Domniika Putto    | Lengyelország               | 1:49,268 | SF    |
| 2.   | 5    | Ruth Vorsselman   | Hollandia                   | 1:52,35  | SF    |
| 3.   | 2    | Beatriz Briones   | Mexikó                      | 1:53,05  | SF    |
| 4.   | 3    | Begoña Lazkano    | Spanyolország               | 1:53,83  | SF    |
| 5.   | 6    | Ana Paula Vergutz | Brazília                    | 1:56,09  | SF    |
| 6.   | 7    | Saman Soltani     | Menekültek olimpiai csapata | 2:01,43  |       |

4. negyeddöntő
| Rank | Lane | Canoer                     | Country                 | Time    | Notes |
| ---- | ---- | -------------------------- | ----------------------- | ------- | ----- |
| 1.   | 4    | Anežka Paloudová           | Csehország              | 1:49,43 | SF    |
| 2.   | 5    | Jin Meng-tie (Yin Mengdie) | Kína                    | 1:49,74 | SF    |
| 3.   | 3    | Riley Melanson             | Kanada                  | 1:50,16 | SF    |
| 4.   | 6    | Enja Rößeling              | Németország             | 1:52,74 | SF    |
| 5.   | 7    | Karina Alanís              | Mexikó                  | 1:52,86 | SF    |
| 6.   | 2    | Esti Olivier               | Dél-afrikai Köztársaság | 1:53,21 |       |
| 7.   | 1    | Raina Taitingfong          | Guam                    | 2:27,03 |       |

### Elődöntők
Az első két helyezett az A-döntőbe (FA), a 3-4. helyezettek a B-döntőbe (FB) az 5-6. helyen végzettek pedig a C-döntőbe (FC) kerültek.
1. elődöntő
| Helyezés | Pálya | Név                 | Nemzet        | Idő     | Mj |
| -------- | ----- | ------------------- | ------------- | ------- | -- |
| 1.       | 5     | Aimee Fisher        | Új-Zéland     | 1:49,54 | FA |
| 2.       | 4     | Vang Nan (Wang Nan) | Kína          | 1:50,96 | FA |
| 3.       | 3     | Alyce Wood          | Ausztrália    | 1:51,99 | FB |
| 4.       | 6     | Lize Broekx         | Belgium       | 1:52,84 | FB |
| 5.       | 7     | Beatriz Briones     | Mexikó        | 1:53,86 | FC |
| 6.       | 8     | Stephenie Chen      | Szingapúr     | 1:55,15 | FC |
| 7.       | 2     | Estefanía Fernández | Spanyolország | 1:56,20 |    |
| 8.       | 1     | Enja Rößeling       | Németország   | 1:57,22 |    |

|
2. elődöntő
| Rank | Lane | Canoer                | Country       | Time    | Notes |
| ---- | ---- | --------------------- | ------------- | ------- | ----- |
| 1.   | 5    | Lisa Carrington       | Új-Zéland     | 1:48,10 | FA    |
| 2.   | 3    | Emma Jørgensen        | Dánia         | 1:49,59 | FA    |
| 3.   | 4    | Milica Novaković      | Szerbia       | 1:50,41 | FB    |
| 4.   | 6    | Melina Andersson      | Svédország    | 1:50,79 | FB    |
| 5.   | 8    | Manon Hostens         | Franciaország | 1:51,36 | FC    |
| 6.   | 7    | Riley Melanson        | Kanada        | 1:52,99 | FC    |
| 7.   | 1    | Anamaria Govorčinović | Horvátország  | 1:53,13 |       |
| 8.   | 2    | Ruth Vorsselman       | Hollandia     | 1:54,91 |       |

3. elődöntő
| Rank | Lane | Canoer                     | Country       | Time    | Notes |
| ---- | ---- | -------------------------- | ------------- | ------- | ----- |
| 1.   | 5    | Gazsó Alida Dóra           | Magyarország  | 1:49,76 | FA    |
| 2.   | 3    | Hermien Peters             | Belgium       | 1:49,87 | FA    |
| 3.   | 1    | Teresa Portela             | Portugália    | 1:50,28 | FB    |
| 4.   | 2    | Jin Meng-tie (Yin Mengdie) | Kína          | 1:50,52 | FB    |
| 5.   | 6    | Domniika Putto             | Lengyelország | 1:51,43 | FC    |
| 6.   | 4    | Brenda Rojas               | Argentína     | 1:53,35 | FC    |
| 7.   | 7    | Yoana Georgieva            | Bulgária      | 1:54,02 |       |
| 8.   | 8    | Ana Paula Vergutz          | Brazília      | 1:54,19 |       |

4. elődöntő
| Rank | Lane | Canoer           | Country       | Time    | Notes |
| ---- | ---- | ---------------- | ------------- | ------- | ----- |
| 1.   | 4    | Csipes Tamara    | Magyarország  | 1:48,72 | FA    |
| 2.   | 2    | Michelle Russell | Kanada        | 1:50,28 | FA    |
| 3.   | 5    | Linnea Stensils  | Svédország    | 1:50,75 | FB    |
| 4.   | 6    | Anežka Paloudová | Csehország    | 1:51,47 | FB    |
| 5.   | 3    | Selma Konijn     | Hollandia     | 1:52,50 | FC    |
| 6.   | 7    | Marija Povh      | Ukrajna       | 1:52,51 | FC    |
| 7.   | 1    | Begoña Lazkano   | Spanyolország | 1:52,87 |       |
| 8.   | 8    | Karina Alanís    | Mexikó        | 1:53,83 |       |

### Döntők
C-döntő
| Helyezés | Pálya | Név             | Nemzet        | Idő     | Mj |
| -------- | ----- | --------------- | ------------- | ------- | -- |
| 1.       | 3     | Selma Konijn    | Hollandia     | 1:50,56 |    |
| 2.       | 4     | Domniika Putto  | Lengyelország | 1:52,85 |    |
| 3.       | 6     | Manon Hostens   | Franciaország | 1:53,10 |    |
| 4.       | 1     | Brenda Rojas    | Argentína     | 1:53,88 |    |
| 5.       | 5     | Beatriz Briones | Mexikó        | 1:54,53 |    |
| 6.       | 7     | Riley Melanson  | Kanada        | 1:56,36 |    |
| 7.       | 2     | Stephenie Chen  | Szingapúr     | 1:56,55 |    |
| 8.       | 8     | Marija Povh     | Ukrajna       | 2:00,94 |    |

B-döntő
| Helyezés | Pálya | Név                        | Nemzet     | Idő     | Mj |
| -------- | ----- | -------------------------- | ---------- | ------- | -- |
| 1.       | 6     | Milica Novaković           | Szerbia    | 1:51,55 |    |
| 2.       | 4     | Teresa Portela             | Portugália | 1:52,38 |    |
| 3.       | 3     | Linnea Stensils            | Svédország | 1:52,59 |    |
| 4.       | 7     | Melina Andersson           | Svédország | 1:52,65 |    |
| 5.       | 1     | Jin Meng-tie (Yin Mengdie) | Kína       | 1:53,25 |    |
| 6.       | 2     | Lize Broekx                | Belgium    | 1:53,67 |    |
| 7.       | 8     | Anežka Paloudová           | Csehország | 1:54,31 |    |
| 8.       | 5     | Alyce Wood                 | Ausztrália | 1:55,04 |    |

A-döntő
| Helyezés | Pálya | Név                 | Nemzet       | Idő     | Mj |
| -------- | ----- | ------------------- | ------------ | ------- | -- |
| Arany    | 6     | Lisa Carrington     | Új-Zéland    | 1:47,36 | OB |
| Ezüst    | 3     | Csipes Tamara       | Magyarország | 1:48,44 |    |
| Bronz    | 7     | Emma Jørgensen      | Dánia        | 1:49,76 |    |
| 4.       | 5     | Aimee Fisher        | Új-Zéland    | 1:49,91 |    |
| 5.       | 2     | Vang Nan (Wang Nan) | Kína         | 1:50,89 |    |
| 6.       | 4     | Gazsó Alida Dóra    | Magyarország | 1:51,19 |    |
| 7.       | 1     | Hermien Peters      | Belgium      | 1:52,26 |    |
| 8.       | 8     | Michelle Russell    | Kanada       | 1:53,83 |    |